# Samuel Pérez

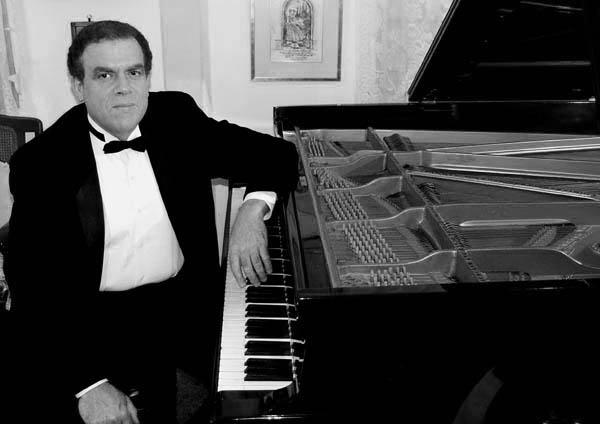
Samuel Pérez

Samuel Pérez (* 29. November 1952 in Puerto Rico) ist ein puerto-ricanischer Pianist.

## Leben
Samuel Pérez begann seine musikalischen Studien bei Marilú Rappaport, Alicia Villar und Rosita Casanova, später dann beim Pianisten Jesús María Sanromá. Der ermutigte ihn, seine Studien bei dem ungarischen Pianisten Gyorgy Sándor an der University of Michigan fortzusetzen, wo er promovierte. Drei Jahre war er Rektor des Konservatoriums von Puerto Rico.
Er gab bislang vor allem Konzerte in den Vereinigten Staaten, Europa, in der Karibik und in Puerto Rico. Neben seinem internationalen Repertoire widmet sich Pérez der Klaviermusik seines Landes.
Pérez ist Professor an der Universität von Puerto Rico, Río Piedras Campus (UPR).